# Alsace de Bagnolet
Pour les articles homonymes, voir Alsace (homonymie).
L'Alsace de Bagnolet est un club français de basket-ball fondé en 1924 et basé à Bagnolet. Il est issu du club omnisports du même nom fondé en 1908. Il a appartenu au plus haut niveau du championnat France dans les années 1960 en remportant trois titres de champion. En 2006, le club, sous l'impulsion de quelques anciens comme Gérard Berté, tente de se restructurer pour retrouver le championnat de France et opère en Nationale 3.

## Historique

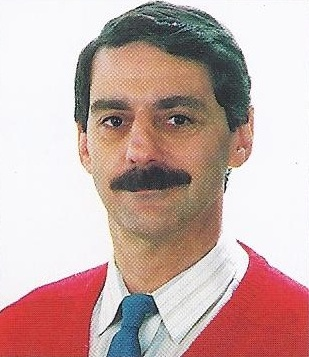
Jean-Marie Jouaret, champion de France 1961, 1962 et 1967 avec Bagnolet.

Créé en 1908 par l'abbé Rouan, le patronage Saint-Léon devient l'Alsace de Bagnolet en 1921 en souvenir de l'Alsace redevenue française.
La section basket-ball dont la première équipe voit le jour en 1924 commence à faire parler d'elle en 1938 en gagnant la coupe nationale de la Fédération gymnastique et sportive des patronages de France (FGSPF).
Dans les années 1950, le club connaît une nouvelle impulsion et grimpe les échelons (avec Maxime Dorigo arrivé au club en 1957) pour accéder à l’élite pour la saison 1959-1960 grâce au mécène Émile Touzet, entrepreneur dans les travaux publics qui en prend la présidence. Il fait construire un club House dans la cour du patronage, ainsi que le gymnase Michel-Saudemont. De 1960 à 1970 l'Alsace succède à l'Association sportive de Villeurbanne Éveil lyonnais (ASVEL) au palmarès du championnat fédéral de la Fédération sportive de France (FSF).
Le club conclut sa première saison dans l’élite sur une cinquième place de la poule A avec un bilan équilibré de 7 victoires pour 7 défaites. Pour la saison 1960-1961, le renfort des frères Toffolon et des frères Mayeur permet d'obtenir la deuxième place de la poule A (10 victoires pour 4 défaites) juste derrière le Paris Université Club (PUC). Lors de la poule finale, Bagnolet dispose du PUC, du SA Lyon et de Caen pour remporter son premier titre de champion de France. L'Alsace remporte son deuxième titre consécutif avec le renfort de Laurent Dorigo, le frère de Maxime, ainsi que du pivot Jean-Marie Jouaret. En demi-finale, Bagnolet est battu 62 à 75 par le RCM Toulouse à l’aller, mais domine 74 à 47 le match retour. malgré le forfait de Bernard Mayeur, meilleur marqueur du Championnat d'Europe 1959 (11,4 points de moyenne), Bagnolet s'impose face au Paris Université Club 66 à 57 avec grâce à Maxime Dorigo (25 points) et Gérard Mayeur (20 points). En 1963, le PUC prend sa revanche, puis en 1964, c’est l’ASVEL qui est championne. La saison 1966-1967 est celle du troisième titre remporté à la différence de points lors de la seconde phase (+44 pour Bagnolet et + 22 pour l’ASVEL), les deux clubs ayant chacun 4 victoires pour 2 défaites. Cette année-là, Maxime Dorigo est le meilleur marqueur de l’équipe avec 24,3 points, précédant les 19 points de moyenne de son frère et les 19,5 points de Jean-Marie Jouaret. Le club arrive également à deux reprises en huitième de finales de la Coupe d'Europe des clubs champions en 1962 et en 1963[réf. nécessaire].
En 1972, l’Alsace est le dernier club avec l’ASVEL à engager un joueur américain. Malgré une seconde place en 1973 derrière Berck, le club ne rémunère toujours pas ses joueurs français. L'Alsace de Bagnolet tient à ce que ses joueurs aient une activité professionnelle, comme l’international français Michel Longueville arrivé au club en 1971 et qui travaillait pour la firme d'électroménager Zanussi partenaire du club. Le club se refuse à la professionnalisation et connait un déclin. Il quitte définitivement le monde du haut niveau en 1978.
Le club existe toujours, comptant 220 licenciés en 2008.

## Palmarès
- Championnat de France
  - Champion en 1961, 1962, 1967
  - Vice-champion : 1963, 1964 et 1973
- Coupe de France
  - Finaliste en 1963, 1965,et 1969
- Championnat de Deuxième division
  - Champion en 1959

## Personnalités importantes du club<

### Entraîneurs
- ??-1966 : Auguste Taravella ;
- 1966-1976/1978 : Maxime Dorigo (international français) ;
- 1976-1978 : Pascal Esquillian (ex entraîneur du Bataillon de Joinville et de l'Équipe d'Allemagne de l'Ouest).

### Président
- Émile Touzet.

### Effectif par saison
Effectif 1977/1978 (dernière saison en N1A) : Marcel Bengaber, Gérard Berté, Don Bustion, Franck Cazalon, Laurent Dorigo, George Eddy, Michel Longueville, Daniel Martinou, Mike Ratliff, Christian Ricard, Vincent Souchaud, Damien Rosse, Fabien Bengaber.